# Musca suecica
Musca suecica este o specie de muște din genul Musca, familia Muscidae. A fost descrisă pentru prima dată de Charles Joseph de Villers în anul 1789.
Este endemică în Sweden. Conform Catalogue of Life specia Musca suecica nu are subspecii cunoscute.